# Twenty4-7
twenty4-7（トウェンティ・フォー・セヴン）は、大阪出身のニ人組ヒップホップボーカルグループである。2007年にrhythm zoneよりメジャー・デビュー、2012年に解散。主に大阪を拠点として活動していた。

## 略歴
2人は高校からの知り合いであったが、卒業後はそれぞれ別々に音楽活動を行なっていた。その後、互いの音楽活動がうまくいっていなかった事をきっかけに、2003年にtwenty4-7を結成、2004年から本格的なライブ活動を開始。
ユニット名は「24時間7日間」「四六時中」を意味しており、四六時中音楽をやりたい、四六時中寝る暇が無いくらいスケジュール三昧になって欲しい、四六時中twenty4-7の音楽を聴いて欲しい、などの思いが込められているという。
2006年に行われたrhythm zone主催のオーディション「STARZ AUDITION 2006」にて大阪地区優勝を果たし、2007年にシングル「Fly Out」でメジャー・デビュー。
2009年2月4日、6thシングル「Get A Life〜Again〜」を発売。本作は映画「余命」の主題歌に使われた。同楽曲のYouTube再生回数は600万回を越えている（2022年4月24日現在）。
同年2月18日、2ndアルバム『PROGRESS』を発売。当時、話題沸騰していた6thシングル「Get A Life〜Again〜」が収録されたこともあり、アルバムとして最大の売上を記録した。
2010年11月10日、8th両A面シングル「Letter 〜10年後の君へ〜 feat. MAY'S／愛の色」を発売。本作の表題曲「愛の色」はインターネット上で拡散されたこともあり、様々な音楽チャートで好成績を記録、ヒット。同曲を含む3rdアルバム『ONE』はiTunesヒップホップチャートで1位を獲得。
2011年1月26日、9thシングル「心」発売。本作は第43回日本有線大賞「有線協会賞」を受賞。
2012年2月1日、オフィシャルサイトにて解散が発表され、4月4日発売のミニ・アルバム『Last Message』をリリース、そして6月9日にUMEDA CLUB QUATTROでラストライブを開催し解散した。

## メンバー
- MIKA（1979年11月13日 - ）
  - 担当：MC
  - 出身：福岡県生まれ、大阪府育ち
  - 血液型：A型
  - 身長：169cm
    - 現在は謎の三人組ユニット「TRIAL AND ERROR」のメンバーとして活動[12]。

- ME（1979年12月13日 - ）
  - 担当：シンガー
  - 出身：大阪府生まれ、大阪府育ち
  - 血液型：A型
  - 身長：166cm
  - 株式会社「オフィス タカタニ」代表取締役社長[13]。
  - Belief実行委員・副代表[13]。
    - 解散後すぐにソロでの活動をスタート。2枚のシングルを発売している[14]。
      - 2014年　ゴスペルグループ「和GAIN」に加入[14]。
      - 2015年　ロックバンド「1.G.K」に加入[15]。
      - 2017年　アート引っ越しセンターのCMソングを歌唱。

## ディスコグラフィー

### シングル
|     | タイトル                                    | 発売日         | 形態      | 規格品番              | 最高順位            | 備考 |
| 1st | Fly out                                     | 2007年08月29日 | CD+DVD CD | RZCD-45633 RZCD-45634 | 65位                | TBS系「CDTV」9月度オープニングテーマ |
| 2nd | Endless Road                                | 2007年11月21日 | CD+DVD CD | RZCD-45728 RZCD-45729 | 88位（初動1,532枚） | 音楽番組「Break Point!」12月度オープニングテーマ |
| 3rd | summer story                                | 2008年07月16日 | CD+DVD CD | RZCD-45927 RZCD-45928 | 45位（初動1,782枚） | c/w Come back to EARTH（「アース |
| 4th | Back AGAIN -the black crown ep-             | 2008年11月05日 | CD+DVD CD | RZCD-46047 RZCD-46048 | 89位（初動1,140枚） | テレビ東京系「流派-R」11月度エンディング・テーマ |
| 5th | BELIEVE -the white cross ep-                | 2008年12月03日 | CD+DVD CD | RZCD-46056 RZCD-46057 | 87位（初動1,333枚） | 映画「私のなかの8mm」主題歌 |
| 6th | Get A Life〜Again〜                         | 2009年02月04日 | CD+DVD    | RZCD-46140            | 96位（初動1,163枚） | 映画「余命」主題歌 |
| 7th | Shake                                       | 2009年07月08日 | CD+DVD CD | RZCD-46289 RZCD-46290 | 49位（初動1,716枚） | DOUBLEのヒット曲「Shake」のカバー |
| 8th | Letter 〜10年後の君へ〜 feat. MAY'S／愛の色 | 2010年11月10日 | CD+DVD CD | RZCD-46632 RZCD-46633 | 95位                | |
| 9th | 心                                          | 2011年1月26日  | CD+DVD CD | RZCD-46718 RZCD-46719 | 134位               | テレビ東京「女子☆ブロ」2月度エンディングテーマ ABC「ビーバップ!ハイヒール」2月度エンディングテーマ チバテレ「ナイツのHIT商品会議室」2月度エンディングテーマ |

### アルバム
|      | タイトル          | 発売日         | 形態      | 規格品番              | 最高順位             |
| Mini | twenty4-7         | 2007年04月11日 | CD        | RRCD-8534B            | 262位                |
| 1st  | Life              | 2008年02月20日 | CD+DVD CD | RZCD-45818 RZCD-45819 | 24位（初動7,839枚）  |
| 2nd  | PROGRESS          | 2009年02月18日 | CD+DVD CD | RZCD-46141 RZCD-46142 | 11位（初動12,135枚） |
| 3rd  | ONE               | 2010年02月24日 | CD+DVD CD | RZCD-46477 RZCD-46478 | 30位（初動5,566枚）  |
| Best | BEST OF twenty4-7 | 2010年12月01日 | CD+DVD CD | RZCD-46709 RZCD-46710 | 41位                 |
| Mini | Last Message      | 2012年04月04日 | CD        | RZCD-46909            | 84位                 |

## 参加作品
- STARZ FILE（2006年10月25日）
  - GOING MY WAY
- Super Wave / RIKI（2008年12月3日）
  - 悲しげな瞳 feat. ARIA & twenty4-7
- Special Calling 〜Exclusive Collection〜（2009年3月25日）
  - analog
- 恋のうた2（2009年6月10日）
  - BELIEVE
- STRONG BODY / 阪井あゆみ × twenty4-7（2009年7月1日）
  - STRONG BODY
- HbG × DJ MAYUMI GIRLS COLLECTION / DJ MAYUMI（2010年1月13日）
  - Girls party
- Future / AILI（2010年12月8日）
  - You're my problem

## ミュージック・ビデオ
| 監督                | 曲名                                                                          |
| 池田圭太            | 「Endless Road」「Fly Out」「Get A Life」「Get A Life〜Again〜 (Movie Ver.)」 |
| 井上強              | 「summer story」                                                              |
| 江原慎太郎          | 「Last Message 〜卒業〜」                                                     |
| 大鶴義丹 & 青山賢治 | 「BELIEVE」                                                                   |
| 下山天              | 「Back AGAIN」                                                                |
| 竹久正記            | 「I CRY」                                                                     |
| tatsuaki            | 「STRONG BODY(阪井あゆみ×twenty4-7)」                                         |
| 森田一平            | 「Letter 〜10年後の君へ〜 feat.MAY'S」「愛の色」                              |
| 不明                | 「Shake」「心」                                                               |

## 出演
ラジオ
- twenty4-7のおかずにどうぞ （2007年1月1日 - 10月29日、月曜27:00 - 29:00、fm osaka）

テレビ
- 第43回日本有線大賞 （2010年11月18日、TBS） - 有線放送協会賞を受賞。

## 主なライブ
- 2007年08月18日 - a-nation 2007
- 2007年10月27日 - MINAMI WHEEL 2007
- 2008年06月27日 - 1st ワンマンライブ 『Life』
- 2008年08月23日 - a-nation 2008
- 2009年05月 - twenty4-7 LIVE TOUR 2009
- 2009年06月〜07月 - FLYING POSTMAN LIVE TOUR 2009 CANDY GIRLS' PARTY
- 2009年07月11日 - E∞Tracks Live
- 2009年08月07日 - 厚木鮎祭り前夜祭
- 2009年09月12日 - GROUND ZERO ～ ZEROS 4th Anniversary ～

### 過去のサイト
- twenty4-7 Official Web Site - ウェイバックマシン（2007年4月21日アーカイブ分） - rhythm zoneによるオフィシャルサイト
- twenty4-7 ： avex network - avexによるプロフィール（インターネットアーカイブ）
- MIKA'S DIARY - MIKAオフィシャルブログ（2012年7月）
- twenty4-7 ME オフィシャルブログ Powered by Ameba - MEオフィシャルブログ（2010年3月 -2017年9月）
- twenty4-7 MIKA オフィシャルブログ Powered by Ameba - MIKA旧オフィシャルブログ（2010年2月 - 2012年7月）
- twenty4-7 Official Blog Powered by アメブロ - 旧オフィシャルブログ（2007年8月 - 2010年3月）

### 現在のサイト
- MIKA (@mika_needlefelting) - Instagram
- ME@1.G.K(ex.twenty4-7) (@MEchan1213) - X（旧Twitter）